# Roque Olsen
Roque Olsen (Sauce de Luna, 1925. szeptember 9. – Sevilla, 1992. június 15.) argentin labdarúgó, csatár, edző.

## Pályafutása

### Játékosként
Olsen az argentin Tigre csapatában kezdett el futballozni, 1950-ben argentin bajnok lett a Racing Club csapatával. 1950-ben Spanyolországba a Real Madridhoz igazolt; 1950 és 1957 között több mint száz bajnoki mérkőzésen lépett pályára a blancóknál, három spanyol bajnoki címet és egy Latin kupa győzelmet ünnepelhetett, valamint kétszer nyert bajnokcsapatok Európa-kupáját a klubbal. 1957-ben a Córdoba csapatához igazolt, 1959-ben a klub edzője lett.

### Edzőként
Olsen a Córdoba edzőjeként 1962-ben spanyol másodosztályú bajnok lett. 1963-ban a Deportivo de La Coruña vezetőedzője lett és 1964-ben a kék-fehérekkel is megnyerte a spanyol másodosztályt. 1964 és 1965 között a Real Zaragoza edzője volt. 1965 és 1967 között a spanyol élvonalbeli FC Barcelona vezetőedzőjeként dolgozott; a klubbal 1966-ban vásárvárosok kupája győztes lett, a döntőben előző csapata, a Zaragoza felett diadalmaskodva. Olsen 1967-ben ismét a Zaragoza edzője lett. Később számos másik spanyol klubot irányított még (Celta de Vigo, Elche, Sevilla, Cádiz, Recreativo de Huelva), 1985-ben a Las Palmas csapatával is bajnok lett a spanyol másodosztályban.

## Sikerei, díjai

### Játékosként
- Racing Club
- Argentin bajnok: 1950
- Real Madrid
- Spanyol bajnok: 1953–1954, 1954–1955, 1956–1957
- Bajnokcsapatok Európa-kupája győztes: 1955–1956, 1956–1957
- Latin kupagyőztes: 1955

### Edzőként
- Córdoba
- Spanyol másodosztályú bajnok: 1961–1962
- Deportivo de La Coruña
- Spanyol másodosztályú bajnok: 1963–1964
- FC Barcelona
- Vásárvárosok kupája győztes: 1965–1966
- Las Palmas
- Spanyol másodosztályú bajnok: 1984–1985